# Himantopus
Himantopus é o género de aves charadriiformes (ciconiiformes segundo a taxonomia de Sibley-Ahlquist) da família Recurvirostridae que abrange espécies de pernilongo ou perna-longa.
Eles possuem as pernas extremamente longas, daí seu nome vernacular, e bicos longos e finos. Se alimentam basicamente de insetos aquáticos e outras pequenas criaturas. Seu habitat preferido são as águas salgadas ou salobras em clima quente ou morno.

## Espécies
A lista compreende todas as possíveis espécies do género
- Pernilongo-comum, Himantopus himantopus
- Pernilongo-de-nuca-preta, Himantopus leucocephalus
- Pernilongo-de-costas-brancas, Himantopus melanurus
- Pernilongo-de-costas-negras, Himantopus mexicanus
- Pernilongo-preto, Himantopus novaezelandiae

Note-se, porém, que a taxonomia do género é bastante confusa:
- Cladorhynchus leucocephalus é por vezes incluído em Himantopus.
- Himantopus melanurus pode ser considerada espécie independente, subespécies de Himantopus himantopus ou subespécie de Himantopus mexicanus.
- Himantopus mexicanus pode ser considerada espécie independente ou subespécie de Himantopus himantopus.
- Himantopus himantopus pode, também, ser extinto, sendo dividido nas duas possíveis espécies independentes acima.